# La Pobla de Farnals
La Pobla de Farnals település Spanyolországban, Valencia tartományban. La Pobla de Farnals Massamagrell, El Puig és Rafelbunyol községekkel határos. Lakosainak száma 9076 fő (2024).

## Népesség
A település népessége az utóbbi években az alábbiak szerint változott:
| Lakosok száma | 5661 | 6172 | 6752 | 7340 | 7677 | 7790 | 7747 | 7978 | 8368 | 9076 |
|               | 2001 | 2004 | 2007 | 2009 | 2012 | 2014 | 2017 | 2019 | 2022 | 2024 |